# Rugby Europe Super Cup 2024
Navigation
Rugby Europe Super Cup 2023 Rugby Europe Super Cup 2025
La Rugby Europe Super Cup 2024 est la 4e édition de la compétition qui se déroule du 7 septembre 2024 au 20 octobre 2024. Cette compétition de clubs annuelle voit s'affronter un mélange de clubs professionnels et des franchises nationales de pays émergents du rugby européen pour le titre de la Super Cup.

## Format
Tout comme l'édition précédente, les poules reflétent le classement des équipes de la dernière édition.
La poule A comprend le triple vainqueur le Black Lion, les Lusitanos XV et les Castilla y León Iberians, tandis que la poule B est disputée par les Brussels Devils, Delta, les Romanian Wolves et les Bohemia Rugby Warriors.
La phase du tournoi en poule A voit chaque équipe affronter ses adversaires de poule lors d'un match à domicile et à l'extérieur. Cette phase permet de définir un classement qui détermine le vainqueur de la Super Cup. Pour la poule B, chaque équipe affronte ses adversaires de poule lors d'un match à domicile ou à l'extérieur. À l'issue de ces trois journées, des matchs de classement sont mis en places entre les équipes classées aux deux premières places et aux deux dernières places afin de déterminer le classement final de la compétition.

## Liste des équipes en compétition
La compétition oppose pour la saison 2024 les huit équipes suivantes :
| Club                     | Fondé | Stade                              | Ville      | Pays     |
| ------------------------ | ----- | ---------------------------------- | ---------- | -------- |
| Black Lion               | 2021  | Stade de rugby d'Avchala           | Tbilissi   | Géorgie  |
| Romanian Wolves          | 2004  | Stade Arcul de Triumf              | Bucarest   | Roumanie |
| Brussels Devils          | 2021  | Stade communal de Soignies         | Soignies   | Belgique |
| Delta                    | 2021  | Sportpark Bokkeduinen              | Amersfoort | Pays-Bas |
| Lusitanos XV             | 2013  | Centro de Alto Rendimento do Jamor | Lisbonne   | Portugal |
| Castilla y León Iberians | 2021  | Campos de Pepe-Rojo                | Valladolid | Espagne  |
| Bohemia Rugby Warriors   | 2023  | Markéta Stadium (en)               | Prague     | Tchéquie |

## Phase régulière

### Poule A

#### Classement
| Rang | Club                     | J | V | N | D | Bo | Bd | Pm  | Pe  | Diff | Pts |
| ---- | ------------------------ | - | - | - | - | -- | -- | --- | --- | ---- | --- |
| 1    | Black Lion               | 4 | 4 | 0 | 0 | 4  | 0  | 175 | 38  | +137 | 20  |
| 2    | Lusitanos XV             | 4 | 2 | 0 | 2 | 1  | 0  | 71  | 104 | -33  | 9   |
| 3    | Castilla y León Iberians | 4 | 0 | 0 | 4 | 0  | 0  | 54  | 158 | -104 | 0   |

|  | Vainqueur de la Super Cup 2024. |

Attribution des points : victoire sur tapis vert : 5, victoire : 4, match nul : 2, défaite : 0, forfait : -2 ; plus les bonus (offensif : 3 essais de plus que l'adversaire ; défensif : défaite par 7 points d'écart ou moins; les deux bonus peuvent se cumuler).

#### Résultats détaillés
| 7 septembre 2024 17 h 50 | (bo) Lusitanos XV | 36 - 18 (17 - 10) | Castilla y León Iberians                                                                                                | CAR Jamor, Lisbonne Arbitre : Nika Amashukeli |
| 7 septembre 2024 17 h 50 | Essai(s) : 5 Paiva dos Santos (24e), Aubry (37e), Rodrigues (59e), Camacho (70e), Almeida (74e) Transformation(s) : 4 Vareiro (24e, 37e, 70e, 74e) Pénalité(s) : 1 Vareiro (3e) | Rapport           | Essai(s) : 2 Saleta (19e), Petros (79e) Transformation(s) : 1 Ortega (19e) Pénalité(s) : 2 Ortega (10e), Otamendi (56e) | CAR Jamor, Lisbonne Arbitre : Nika Amashukeli |
| 7 septembre 2024 17 h 50 | | Rapport           | | CAR Jamor, Lisbonne Arbitre : Nika Amashukeli |

| 15 septembre 2024 11 h 50 | Castilla y León Iberians      | 3 - 54 (3 - 26) | Black Lion (bo) | San Amaro Stadium, Burgos Arbitre : Keane Davison |
| 15 septembre 2024 11 h 50 | Pénalité(s) : 1 Otamendi (9e) | Rapport         | Essai(s) : 8 Shvangiradze (5e), Abdushelishvili (9e), Tsutskiridze (33e, 80e+1), Mamukashvili (40e+3), Kakhoidze (58e), Khuroshvili (72e), Tapladze (79e) Transformation(s) : 7 Matkava (6e, 10e, 34e, 59e, 73e, 79e, 80e+1) | San Amaro Stadium, Burgos Arbitre : Keane Davison |
| 15 septembre 2024 11 h 50 |                               | Rapport         | | San Amaro Stadium, Burgos Arbitre : Keane Davison |

| 21 septembre 2024 17 h 50 | Lusitanos XV | 14 - 38 (0 - 33) | Black Lion (bo) | Stade national du Jamor, Oeiras 200 spectateurs Arbitre : Alex Frasson |
| 21 septembre 2024 17 h 50 | Essai(s) : 2 Rodrigues (61e), Cardoso (72e) Transformation(s) : 2 Aubry (62e, 73e) Carton(s) jaune(s) : 1 Paiva dos Santos (40e) | Rapport          | Essai(s) : 6 Kvatadze (6e, 18e), Tabutsadze (12e), Chkhartishvili (35e), Gachechiladze (40e), Peranidze (en) (45e) Transformation(s) : 4 Matkava (7e, 19e, 36e, 40e+1) Carton(s) jaune(s) : 1 Ivanishvili (en) (80e) | Stade national du Jamor, Oeiras 200 spectateurs Arbitre : Alex Frasson |
| 21 septembre 2024 17 h 50 | | Rapport          | | Stade national du Jamor, Oeiras 200 spectateurs Arbitre : Alex Frasson |

| 28 septembre 2024 18 h 20 | (bo) Black Lion | 47 - 21 (33 - 14) | Castilla y León Iberians | Stade de rugby d'Avchala, Tbilissi 1 000 spectateurs Arbitre : Alexandru Ionescu |
| 28 septembre 2024 18 h 20 | Essai(s) : 7 Aptsiauri (3e), de pénalité (17e), Tabutsadze (23e), Tsirekidze (30e), Matkava (36e), Kvatadze (43e), Ivanishvili (en) (54e) Transformation(s) : 6 Matkava (4e, 31e, 37e, 44e, 55e), de pénalité (17e) Carton(s) jaune(s) : 1 Nikoladze (76e) | Rapport           | Essai(s) : 3 Guirao (20e), del Hoyo (38e), Molinero (78e) Transformation(s) : 3 Ortega (21e, 39e, 79e) Carton(s) jaune(s) : 1 Ruiz (59e) | Stade de rugby d'Avchala, Tbilissi 1 000 spectateurs Arbitre : Alexandru Ionescu |
| 28 septembre 2024 18 h 20 | | Rapport           | | Stade de rugby d'Avchala, Tbilissi 1 000 spectateurs Arbitre : Alexandru Ionescu |

| 12 octobre 2024 17 h 50 | (bo) Black Lion | 36 - 0 (24 - 0) | Lusitanos XV                                      | Stade de rugby d'Avchala, Tbilissi 600 spectateurs Arbitre : Kevin Bralley |
| 12 octobre 2024 17 h 50 | Essai(s) : 6 Matkava (5e), Sinauridze (12e), Peranidze (en) (31e, 58e), de pénalité (34e), Shvangiradze (65e) Transformation(s) : 3 Matkava (6e, 59e), de pénalité (34e) | Rapport         | Carton(s) jaune(s) : 2 da Cunha (23e), Belo (38e) | Stade de rugby d'Avchala, Tbilissi 600 spectateurs Arbitre : Kevin Bralley |
| 12 octobre 2024 17 h 50 | | Rapport         |                                                   | Stade de rugby d'Avchala, Tbilissi 600 spectateurs Arbitre : Kevin Bralley |

| 20 octobre 2024 11 h 50 | Castilla y León Iberians                                                                                            | 12 - 21 (5 - 5) | Lusitanos XV | San Amaro Stadium, Burgos 100 spectateurs Arbitre : Jonny Perriam |
| 20 octobre 2024 11 h 50 | Essai(s) : 2 Pichardie (30e), Infer (59e) Transformation(s) : 1 Powys (60e) Carton(s) jaune(s) : 1 Zuriarrain (54e) | Rapport         | Essai(s) : 2 Costa (39e), Paiva dos Santos (55e) Transformation(s) : 1 Cabral (57e) Pénalité(s) : 3 Cabral (63e, 70e, 75e) | San Amaro Stadium, Burgos 100 spectateurs Arbitre : Jonny Perriam |
| 20 octobre 2024 11 h 50 | | Rapport         | | San Amaro Stadium, Burgos 100 spectateurs Arbitre : Jonny Perriam |

### Poule B

#### Classement
| Rang | Club                   | J | V | N | D | Bo | Bd | Pm  | Pe  | Diff | Pts |
| ---- | ---------------------- | - | - | - | - | -- | -- | --- | --- | ---- | --- |
| 1    | Delta                  | 3 | 3 | 0 | 0 | 2  | 0  | 109 | 65  | +44  | 14  |
| 2    | Romanian Wolves        | 3 | 2 | 0 | 1 | 2  | 1  | 118 | 77  | +41  | 11  |
| 3    | Brussels Devils        | 3 | 1 | 0 | 2 | 1  | 0  | 80  | 102 | -22  | 5   |
| 4    | Bohemia Rugby Warriors | 3 | 0 | 0 | 3 | 0  | 0  | 43  | 106 | -63  | 0   |

|  | Qualifiés pour le match pour la 4ème place (no 1, no 2). |
|  | Qualifiés pour le match pour la 6ème place (no 3, no 4). |

Attribution des points : victoire sur tapis vert : 5, victoire : 4, match nul : 2, défaite : 0, forfait : -2 ; plus les bonus (offensif : 3 essais de plus que l'adversaire ; défensif : défaite par 7 points d'écart ou moins; les deux bonus peuvent se cumuler).

#### Résultats détaillés
| 14 septembre 2024 19 h | (bo) Delta | 43 - 19 (21 - 12) | Brussels Devils | NRCA Stadium, Amsterdam 1 000 spectateurs Arbitre : Nicolae Fratila |
| 14 septembre 2024 19 h | Essai(s) : 7 Hansen (6e), Albers (14e), Coebergh (31e), Sialau (41e, 61e), Verhoorn (53e), van Ooijen (79e) Transformation(s) : 4 Meijer (7e, 15e, 31e, 62e) Carton(s) jaune(s) : 2 Ruijgrok (39e), Moenen (67e) | Rapport           | Essai(s) : 3 Calome (28e), Taulelle (40e), de pénalité (67e) Transformation(s) : 2 van Holsbeke (29e), de pénalité (67e) Carton(s) jaune(s) : 1 Michiels (13e) | NRCA Stadium, Amsterdam 1 000 spectateurs Arbitre : Nicolae Fratila |
| 14 septembre 2024 19 h | | Rapport           | | NRCA Stadium, Amsterdam 1 000 spectateurs Arbitre : Nicolae Fratila |

| 15 septembre 2024 17 h | Bohemia Rugby Warriors | 18 - 38 (11 - 31) | Romanian Wolves (bo) | Rugby Aréna Tatra Smíchov, Prague 400 spectateurs Arbitre : Gert Visser |
| 15 septembre 2024 17 h | Essai(s) : 2 Mrtynek (37e), Aschenbrenner (44e) Transformation(s) : 1 Horak (44e) Pénalité(s) : 2 Horak (5e, 40e) Carton(s) jaune(s) : 2 Koblic (31e), Fojtik (78e) | Rapport           | Essai(s) : 6 Savin (en) (1re), Manole (en) (13e), Mureșan (en) (21e), Tangimana (en) (23e), Florea-Jilaveanu (39e), Schwartz (61e) Transformation(s) : 4 Rupanu (en) (1re, 21e, 23e, 61e) Carton(s) jaune(s) : 2 Florea-Jilaveanu (70e), Alexe (en) (72e) | Rugby Aréna Tatra Smíchov, Prague 400 spectateurs Arbitre : Gert Visser |
| 15 septembre 2024 17 h | | Rapport           | | Rugby Aréna Tatra Smíchov, Prague 400 spectateurs Arbitre : Gert Visser |

| 21 septembre 2024 12 h 30 | (bd) Romanian Wolves | 36 - 37 (17 - 17) | Delta (bo) | Stade Arcul de Triumf, Bucarest 750 spectateurs Arbitre : Saba Abuashvili |
| 21 septembre 2024 12 h 30 | Essai(s) : 5 Bonaparte (13e), Ștețco (26e), Tangimana (en) (63e, 78e), Rupanu (en) (67e) Transformation(s) : 4 Conache (en) (14e, 27e), Rupanu (64e, 68e) Pénalité(s) : 1 Conache (40e) | Rapport           | Essai(s) : 4 van der Avoird (20e, 53e), Sialau (35e), Hansen (72e) Transformation(s) : 4 Meijer (21e, 36e, 54e, 73e) Pénalité(s) : 2 Meijer (5e, 46e) Drop(s) : 1 Weersma (79e) Carton(s) jaune(s) : 1 Albers (25e) | Stade Arcul de Triumf, Bucarest 750 spectateurs Arbitre : Saba Abuashvili |
| 21 septembre 2024 12 h 30 | | Rapport           | | Stade Arcul de Triumf, Bucarest 750 spectateurs Arbitre : Saba Abuashvili |

| 21 septembre 2024 17 h | (bo) Brussels Devils | 39 - 15 (20 - 0) | Bohemia Rugby Warriors                                                                               | RC Soignies Stadium, Soignies 350 spectateurs Arbitre : Eugeniu Procopi |
| 21 septembre 2024 17 h | Essai(s) : 5 van den Bossche (30e), Piron (37e), Eggermont (60e), Moucheron (78e), Marenne (80e) Transformation(s) : 4 Fernández Grau (31e, 38e, 60e), Dequenne (80e+1) Pénalité(s) : 2 Fernandez Grau (8e, 19e) | Rapport          | Essai(s) : 2 Fojtik (41e), Hosek (68e) Transformation(s) : 1 Horak (69e) Pénalité(s) : 1 Horak (49e) | RC Soignies Stadium, Soignies 350 spectateurs Arbitre : Eugeniu Procopi |
| 21 septembre 2024 17 h | | Rapport          | | RC Soignies Stadium, Soignies 350 spectateurs Arbitre : Eugeniu Procopi |

| 27 septembre 2024 19 h 30 | Delta | 29 - 10 (12 - 10) | Bohemia Rugby Warriors | NRCA Stadium, Amsterdam 100 spectateurs Arbitre : Diogo Miranda |
| 27 septembre 2024 19 h 30 | Essai(s) : 4 Wierenga (20e), Kahembe (25e, 49e), Campbell (45e) Transformation(s) : 3 Vaasen (21e, 46e, 50e) Pénalité(s) : 1 van Kampen (80e+1) Carton(s) jaune(s) : 2 van Kampen (7e), Warmerdam (28e) | Rapport           | Essai(s) : 1 Aschenbrenner (32e) Transformation(s) : 1 Putna (33e) Pénalité(s) : 1 Putna (22e) Carton(s) jaune(s) : 1 Vrana (20e) | NRCA Stadium, Amsterdam 100 spectateurs Arbitre : Diogo Miranda |
| 27 septembre 2024 19 h 30 | | Rapport           | | NRCA Stadium, Amsterdam 100 spectateurs Arbitre : Diogo Miranda |

| 28 septembre 2024 15 h | (bo) Romanian Wolves | 44 - 22 (18 - 15) | Brussels Devils | Stade Arcul de Triumf, Bucarest 1 000 spectateurs Arbitre : Luis Fernandez |
| 28 septembre 2024 15 h | Essai(s) : 6 Simionescu (en) (19e), Ștețco (24e, 78e), Bonaparte (52e), Schwartz (55e, 71e) Transformation(s) : 4 Plai (en) (25e), Conache (en) (53e, 56e, 79e) Pénalité(s) : 2 Plai (7e, 11e) Carton(s) jaune(s) : 1 Chirică (37e) | Rapport           | Essai(s) : 3 Geraghty (5e), Marenne (32e), Rimac (75e) Transformation(s) : 2 van Holsbeke (33e, 76e) Pénalité(s) : 1 van Holsbeke (38e) Carton(s) jaune(s) : 1 Rivera Lafargue (50e) | Stade Arcul de Triumf, Bucarest 1 000 spectateurs Arbitre : Luis Fernandez |
| 28 septembre 2024 15 h | | Rapport           | | Stade Arcul de Triumf, Bucarest 1 000 spectateurs Arbitre : Luis Fernandez |

#### Matchs de classement poule B
| Match pour la 4e place 19 octobre 2024 13 h | Delta | 24 - 46 (14 - 15) | Romanian Wolves | NRCA Stadium, Amsterdam 400 spectateurs Arbitre : Paulo Duarte |
| Match pour la 4e place 19 octobre 2024 13 h | Essai(s) : 3 van der Avoird (27e), Bennie-Coulson (35e), Falan (73e) Transformation(s) : 3 van Kampen (28e, 36e), van Oord (74e) Carton(s) jaune(s) : 1 Leverstein (67e) | Rapport           | Essai(s) : 6 Altinok (3e), Mitu (9e), Tomane (en) (43e, 80e), de pénalité (67e), Balan (en) (69e) Transformation(s) : 5 Rupanu (en) (4e, 44e), de pénalité (67e), Conache (en) (70e, 80e+1) Pénalité(s) : 2 Rupanu (14e, 49e) | NRCA Stadium, Amsterdam 400 spectateurs Arbitre : Paulo Duarte |
| Match pour la 4e place 19 octobre 2024 13 h | | Rapport           | | NRCA Stadium, Amsterdam 400 spectateurs Arbitre : Paulo Duarte |

| Match pour la 6e place 19 octobre 2024 17 h | Brussels Devils | 24 - 20 (14 - 3) | Bohemia Rugby Warriors (bd)                                                                                      | RC Soignies Stadium, Soignies 300 spectateurs Arbitre : Iñigo Atorrasagasti |
| Match pour la 6e place 19 octobre 2024 17 h | Essai(s) : 3 Calomme (3e), Soenen (19e), Michiels (79e) Transformation(s) : 3 Soenen (4e, 20e, 80e) Pénalité(s) : 1 Soenen (63e) Carton(s) jaune(s) : 2 Vermeersch (5e), Smets (65e) | Rapport          | Essai(s) : 2 Novotny (59e), Miracky (72e) Transformation(s) : 2 Horak (60e, 73e) Pénalité(s) : 2 Horak (7e, 66e) | RC Soignies Stadium, Soignies 300 spectateurs Arbitre : Iñigo Atorrasagasti |
| Match pour la 6e place 19 octobre 2024 17 h | | Rapport          | | RC Soignies Stadium, Soignies 300 spectateurs Arbitre : Iñigo Atorrasagasti |

## Classement final
|   | Équipes                  |
| - | ------------------------ |
| 1 | Black Lion               |
| 2 | Lusitanos XV             |
| 3 | Castilla y León Iberians |
| 4 | Romanian Wolves          |
| 5 | Delta                    |
| 6 | Brussels Devils          |
| 7 | Bohemia Rugby Warriors   |

## Statistiques de la compétition

### Meilleurs réalisateurs
| Rang | Joueur | Club | Poste | Points |
| ---- | ------ | ---- | ----- | ------ |
| 1    | -      | -    | -     | -      |
| 2    | -      | -    | -     | -      |
| 3    | -      | -    | -     | -      |
| 4    | -      | -    | -     | -      |
| 5    | -      | -    | -     | -      |
| 6    | -      | -    | -     | -      |
| 7    | -      | -    | -     | -      |
| 8    | -      | -    | -     | -      |
| 9    | -      | -    | -     | -      |
| 10   | -      | -    | -     | -      |

### Meilleurs marqueurs d'essais
| Rang | Joueur | Club | Poste | Essais |
| ---- | ------ | ---- | ----- | ------ |
| 1    | -      | -    | -     | -      |
| 2    | -      | -    | -     | -      |
| 3    | -      | -    | -     | -      |
| 4    | -      | -    | -     | -      |
| 5    | -      | -    | -     | -      |
| 6    | -      | -    | -     | -      |
| 7    | -      | -    | -     | -      |
| 8    | -      | -    | -     | -      |
| 9    | -      | -    | -     | -      |
| 10   | -      | -    | -     | -      |